# 穆罕默德五世 (摩洛哥)

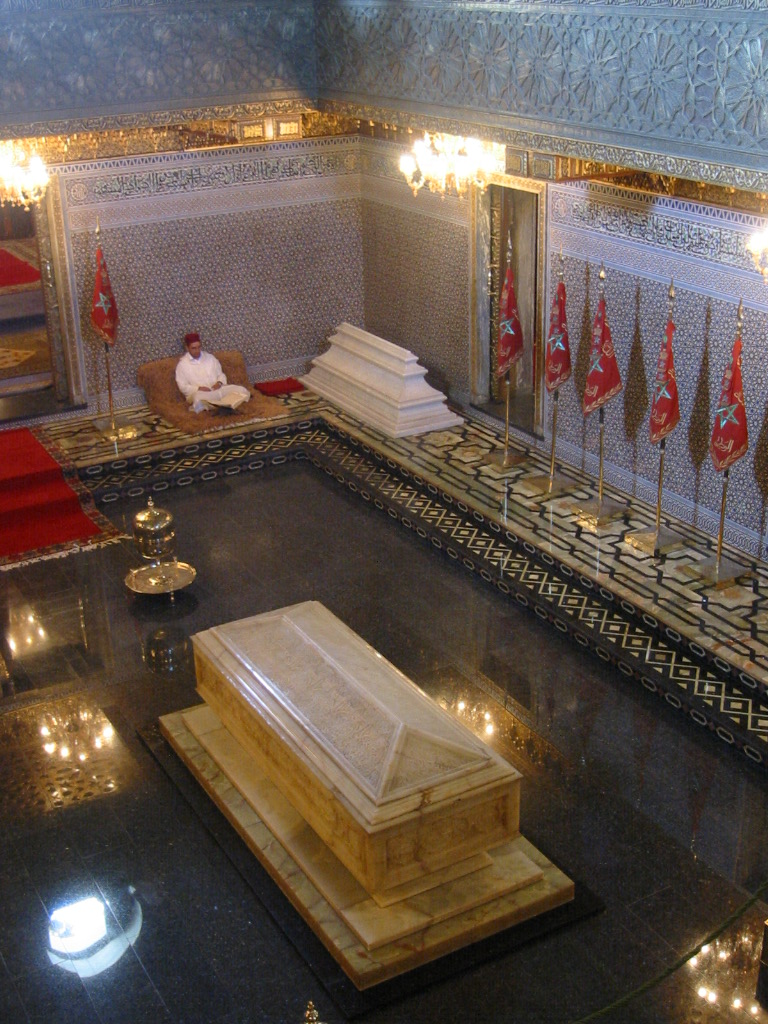
摩洛哥國王穆罕默德五世的陵寝

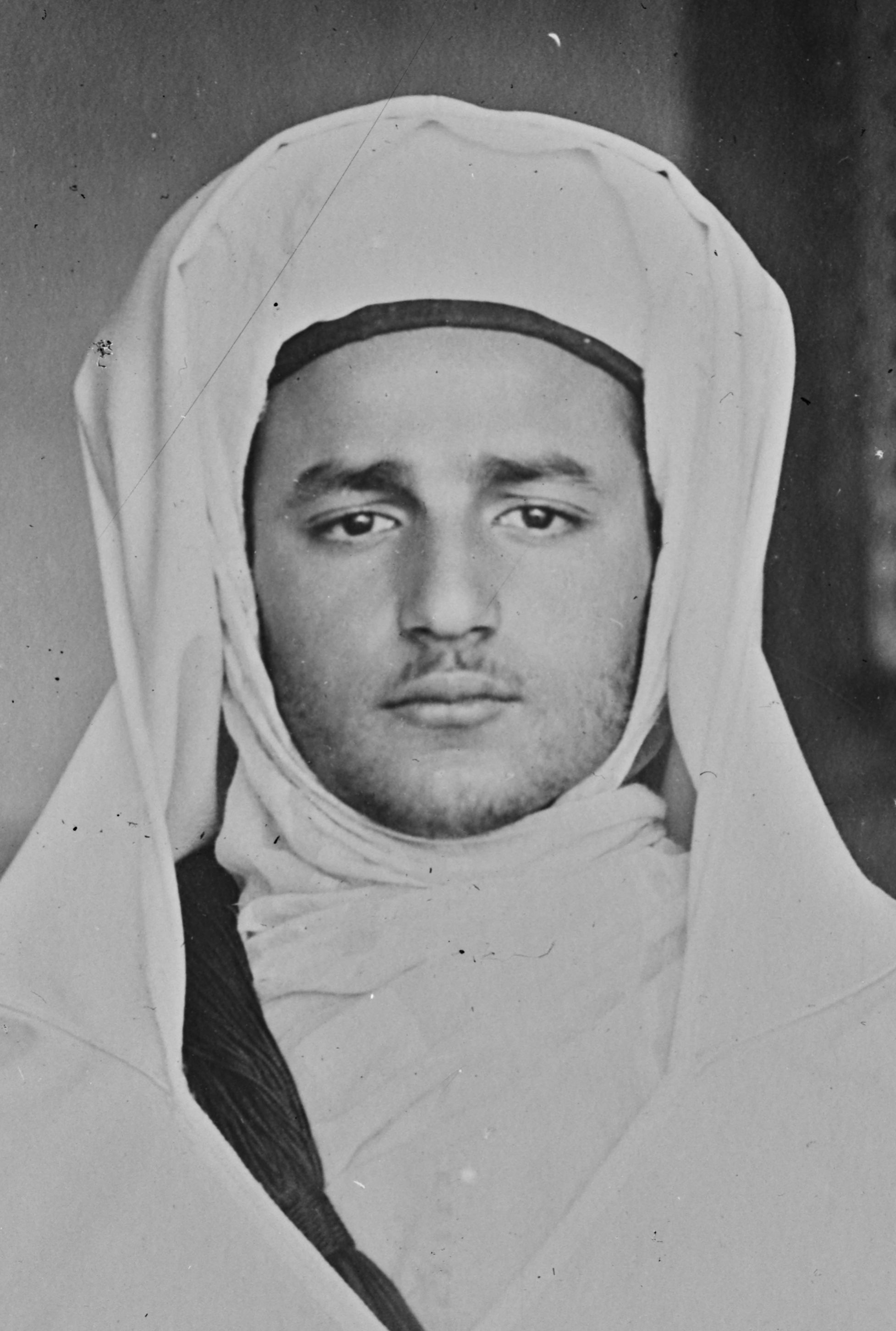
青年時期的摩洛哥蘇丹穆罕默德五世

穆罕默德五世（Mohammed V，1909年8月10日—1961年2月26日），摩洛哥国王，1927年继位。
1953年8月在法蘭西第四共和國当局支持下，萨米·格拉维发动政变，穆罕默德五世被废黜，被放逐到科西嘉岛和马达加斯加。政变引起人民的强烈不满。1955年11月，法国政府被迫同意穆罕默德五世复位。1956年3月，摩洛哥独立，1957年8月14日，定国名为摩洛哥王国，苏丹改称国王。1961年2月穆罕默德五世逝世。

## 王室
- 長女：拉拉·法蒂瑪·扎赫拉，出生: 1929年6月29日，過世: 2014年8月10日（85歲）

- 長子：哈桑二世，出生: 1929年7月9日，過世: 1999年7月23日（70歲）
  - 拉拉·梅莲穆公主，出生: 1962年8月26日（62歲）
  - 穆罕默德六世，出生: 1963年8月21日（61歲）
  - 拉拉·阿斯玛公主，出生: 1965年9月29日（59歲）
  - 拉拉·哈斯娜公主，出生: 1967年11月19日（57歲）
  - 穆莱·拉希德親王，出生: 1970年6月20日（54歲）

- 次女：拉拉·艾查，出生: 1930年6月17日，過世: 2011年9月4日（81歲）

- 三女：拉拉·瑪莉卡，出生: 1933年3月14日（92歲）

- 次子：穆萊·阿卜杜拉，出生: 1935年7月30日，過世: 1983年12月20日（48歲）
  - 穆萊·Hicham親王，出生: 1964年3月12日（61歲）
  - 穆萊·伊斯梅爾親王，出生: 1981年5月7日（43歲）
    - 穆萊·阿卜杜拉親王，出生: 2010年6月17日（14歲）

- 四女：拉拉·Nuzha （1953年—）

- 五女：拉拉·阿米娜，出生: 1954年4月8日，過世: 2012年8月16日（58歲）

| 統治者頭銜                                                                 | 統治者頭銜                                                                 | 統治者頭銜                                                                 |
| 穆罕默德五世 (摩洛哥) 阿拉維王朝出生于：1909年8月10日逝世於：1961年2月26日 | 穆罕默德五世 (摩洛哥) 阿拉維王朝出生于：1909年8月10日逝世於：1961年2月26日 | 穆罕默德五世 (摩洛哥) 阿拉維王朝出生于：1909年8月10日逝世於：1961年2月26日 |
| -------------------------------------------------------------------------- | -------------------------------------------------------------------------- | -------------------------------------------------------------------------- |
| 前任者： 優素福·本·哈桑                                                    | 摩洛哥蘇丹 1927年－1953年                                                  | 繼任者： 薩米·格拉維                                                       |
| 前任者： 薩米·格拉維                                                       | 摩洛哥蘇丹 1955年－1957年                                                  | 繼任者： 成為國王                                                          |
| 前任者： 成為蘇丹                                                          | 摩洛哥國王 1957年－1962年                                                  | 繼任者： 哈桑二世                                                          |